# Karel Rimanque
Karel Rimanque (Borgerhout, 13 juli 1942 – Deurne, 20 juni 2008) was gewoon hoogleraar staatsrecht en mensenrechten aan de Faculteit Rechten van de Universiteit Antwerpen en deeltijds hoogleraar aan de Katholieke Universiteit Leuven.

## Loopbaan
Na zijn rechtenstudies in Leuven en een onderzoeksmandaat bij het Fonds voor Wetenschappelijk Onderzoek onder leiding van professor Jan De Meyer werd Karel Rimanque in 1969 aangesteld als docent aan de toenmalige Ufsia met een leeropdracht in het domein van het publiekrecht. In 1972 werd hij hoogleraar staatsrecht benoemd aan de pas opgerichte UIA; hij geldt er als een van de zogenaamde founding fathers die mee de basis legde van een radicaal nieuw concept van juridisch onderwijs en onderzoek. Tot aan zijn emeritaat in 2007 bleef hij verbonden aan de Universiteit Antwerpen.
In 1981 werd Karel Rimanque geaggregeerde voor het hoger onderwijs in de rechten na verdediging van een proefschrift over De levensbeschouwelijke opvoeding van de minderjarige. Publiekrechtelijke en privaatrechtelijke beginselen met daarin een sterke klemtoon op de impact van de grondrechtenbescherming.
In zijn domein gold Karel Rimanque als een autoriteit, die zowel met zijn publicaties als met talrijke advies- en consultatieopdrachten voor en achter de schermen een belangrijke stem heeft gehad in de Belgische constitutioneelrechtelijke ontwikkelingen van de laatste drie decennia.
Van 1987 tot 1989 was hij ook voorzitter van het departement Rechten van de UIA. Daarnaast was hij onder meer voorzitter van de Vlaamse Geschillenraad voor Radio en Televisie en voorzitter van de Kamer voor onpartijdigheid en bescherming van minderjarigen van de Vlaamse Regulator voor de Media. Karel Rimanque was ook nauw betrokken bij het pionierswerk van het eerste vertrouwenscentrum voor kindermishandeling onder leiding van professor Clara.
Op 14 december 2007 werd Karel Rimanque aan de Universiteit Antwerpen gehuldigd n.a.v. zijn emeritaat. Ter gelegenheid daarvan boden "zijn" doctores hem het boek De Grondwet in groothoekperspectief. Liber amicorum discipulorumque Karel Rimanque aan. Hij overleed in 2008 op 65-jarige leeftijd.
- Digitale Bibliotheek voor de Nederlandse Letteren: rima001
- Gemeinsame Normdatei: 138531641
- International Standard Name Identifier: 0000 0000 2608 7483
- Library of Congress Control Number: n83237472
- Nederlandse Thesaurus van Auteursnamen: 068646526
- Système universitaire de documentation: 067265472
- Virtual International Authority File: 247943106
- WorldCat: E39PBJxd69HfJyfGqVmMFWCYT3